# Húsos + a Csontos
A Húsos + a Csontos egy rádióműsor a Baptista Rádióban. A műsor különlegessége hogy nemcsak hallgatni lehet, hanem nézni is, ugyanis egy webkamera segítségével Facebook Live-on keresztül lehet követni az adásokat.
A műsor a rádió 3. szülinapján lett bejelentve, és az első adás 2016. október 5-én kezdődött. Az adást minden szerdán 19-órától lehet hallgatni, hossza változó de általában olyan 50 perc körül van.  A műsor két műsorvezetője Csontos Katalin aki korábban a fülbevaló című műsorból lehet ismert, valamint Ambrusz Márk aki pedig a műsor előtt a Show-szóró című műsort vezette.
A műsor bár csak októberben vált önálló műsorrá, már korábban is voltak erre felé próbálkozások a Show-szóró műsorban, és nyáron is közösen vezettek műsorokat  a Rakétában, ami a Baptista Rádió kitelepülős műsora. A műsor  Magyarországi Baptista Egyház stúdiójában készül, és partnerségben van a Magyarországi Baptista Ifimisszióval is!